# (37574) 1990 QE6
1990 QE6 (asteroide 37574) é um asteroide da cintura principal. Possui uma excentricidade de 0.22259630 e uma inclinação de 18.92118º.
Este asteroide foi descoberto no dia 25 de agosto de 1990 por Henry E. Holt em Palomar.